# Leite-de-galinha
Ornithogalum orthophyllum é uma espécie de planta com flor pertencente à família Liliaceae. Trata-se de uma espécie geófita cujos habitats preferenciais são os terrenos cultivados e os relvados húmidos, dando-se a floração entre Março a Junho.
A espécie foi descrita por Michele Tenore.
Não se encontra protegida por legislação portuguesa ou da Comunidade Europeia.
O seu nome comum é leite-de-galinha.

## Distribuição
Pode ser encontrada no Sul e Oeste da Europa. Esta espécie ocorre em Portugal continental, nomeadamente a subespécie Ornithogalum orthophyllum subsp. baeticum. Não ocorre nos arquipélagos dos Açores e da Madeira.

## Sinonímia
Segundo o The Plant List, esta espécie tem os seguintes sinónimos:
- Ornithogalum umbellatum subsp. orthophyllum (Ten.) Maire & Weiller

A Flora Digital de Portugal aponta a seguinte sinonímia:
- Ornithogalum umbellatum sensu Samp., non L.
- Ornithogalum umbellatum L. var. longebracteatum Willk.